# Heterospathe negrosensis
Heterospathe negrosensis är en enhjärtbladig växtart som beskrevs av Odoardo Beccari. Heterospathe negrosensis ingår i släktet Heterospathe och familjen Arecaceae.
Artens utbredningsområde är Filippinerna. Inga underarter finns listade i Catalogue of Life.